# Рік Мартін
Рік Мартін (англ. Rick Martin, нар. 26 липня 1951, Вердун, Квебек, Канада — пом. 13 березня 2011 Кларенс, Н-Й, США) — канадський хокеїст, що грав на позиції крайнього нападника.
Провів понад 700 матчів у Національній хокейній лізі.

## Ігрова кар'єра
Хокейну кар'єру розпочав 1967 року.
1971 року був обраний на драфті НХЛ під 5-м загальним номером командою «Баффало Сейбрс». 
Протягом професійної клубної ігрової кар'єри, що тривала 12 років, захищав кольори команд «Баффало Сейбрс» та «Лос-Анджелес Кінгс».
Загалом провів 748 матчів у НХЛ, включаючи 63 ігор плей-оф Кубка Стенлі.

## Нагороди та досягнення
- Перша збірна усіх зірок QJHL — 1968
- Кубок Джона Росса Робертсона в складі «Монреаль Юніор Канадієнс» — 1969, 1970
- Меморіальний кубок в складі «Монреаль Юніор Канадієнс» — 1969, 1970
- Перша збірна усіх зірок ОХА — 1971
- Учасник матчу усіх зірок НХЛ — 1972, 1973, 1974, 1975, 1976, 1977, 1978
- Перша збірна усіх зірок НХЛ — 1974, 1975
- Друга збірна усіх зірок НХЛ — 1976, 1977

## Статистика
| Сезон        | Клуб                       | Ліга               | Регулярна першість | Регулярна першість | Регулярна першість | Регулярна першість | Регулярна першість | Плей-оф | Плей-оф | Плей-оф | Плей-оф | Плей-оф |
| Сезон        | Клуб                       | Ліга               | І                  | Г                  | П                  | О                  | ШХ                 | І       | Г       | П       | О       | ШХ      |
| ------------ | -------------------------- | ------------------ | ------------------ | ------------------ | ------------------ | ------------------ | ------------------ | ------- | ------- | ------- | ------- | ------- |
| 1967–68      | «Тетфорд Мінес Канадієнс»  | QJHL               | 40                 | 38                 | 35                 | 73                 | —                  | 7       | 2       | 0       | 2       | 4       |
| 1968–69      | «Монреаль Юніор Канадієнс» | ОХА-Jr.            | 52                 | 22                 | 21                 | 43                 | 27                 | 14      | 3       | 0       | 3       | 2       |
| 1968–69      | «Монреаль Юніор Канадієнс» | Меморіальний кубок | —                  | —                  | —                  | —                  | —                  | 6       | 2       | 1       | 3       | 12      |
| 1969–70      | «Монреаль Юніор Канадієнс» | ОХА-Jr.            | 34                 | 23                 | 32                 | 55                 | 10                 | 16      | 14      | 20      | 34      | 12      |
| 1969–70      | «Монреаль Юніор Канадієнс» | Меморіальний кубок | —                  | —                  | —                  | —                  | —                  | 12      | 14      | 13      | 27      | 8       |
| 1970–71      | «Монреаль Юніор Канадієнс» | ОХА-Jr.            | 60                 | 71                 | 50                 | 121                | 106                | 11      | 17      | 7       | 24      | 10      |
| 1971–72      | «Баффало Сейбрс»           | НХЛ                | 73                 | 44                 | 30                 | 74                 | 39                 | —       | —       | —       | —       | —       |
| 1972–73      | «Баффало Сейбрс»           | НХЛ                | 75                 | 37                 | 36                 | 73                 | 79                 | 6       | 3       | 2       | 5       | 12      |
| 1973–74      | «Баффало Сейбрс»           | НХЛ                | 78                 | 52                 | 34                 | 86                 | 38                 | —       | —       | —       | —       | —       |
| 1974–75      | «Баффало Сейбрс»           | НХЛ                | 68                 | 52                 | 43                 | 95                 | 72                 | 17      | 7       | 8       | 15      | 20      |
| 1975–76      | «Баффало Сейбрс»           | НХЛ                | 80                 | 49                 | 37                 | 86                 | 67                 | 9       | 4       | 7       | 11      | 12      |
| 1976–77      | «Баффало Сейбрс»           | НХЛ                | 66                 | 36                 | 29                 | 65                 | 58                 | 6       | 2       | 1       | 3       | 9       |
| 1977–78      | «Баффало Сейбрс»           | НХЛ                | 65                 | 28                 | 35                 | 63                 | 16                 | 7       | 2       | 4       | 6       | 13      |
| 1978–79      | «Баффало Сейбрс»           | НХЛ                | 73                 | 32                 | 21                 | 53                 | 35                 | 3       | 0       | 3       | 3       | 0       |
| 1979–80      | «Баффало Сейбрс»           | НХЛ                | 80                 | 45                 | 34                 | 79                 | 54                 | 14      | 6       | 4       | 10      | 8       |
| 1980–81      | «Баффало Сейбрс»           | НХЛ                | 23                 | 7                  | 14                 | 21                 | 20                 | —       | —       | —       | —       | —       |
| 1980–81      | «Лос-Анджелес Кінгс»       | НХЛ                | 1                  | 1                  | 1                  | 2                  | 0                  | 1       | 0       | 0       | 0       | 0       |
| 1981–82      | «Лос-Анджелес Кінгс»       | НХЛ                | 3                  | 1                  | 3                  | 4                  | 2                  | —       | —       | —       | —       | —       |
| Усього в НХЛ | Усього в НХЛ               | Усього в НХЛ       | 685                | 384                | 317                | 701                | 477                | 63      | 24      | 29      | 53      | 74      |